# Thermopsis longicarpa
Thermopsis longicarpa är en ärtväxtart som beskrevs av N.Ulziykh.. Thermopsis longicarpa ingår i släktet lupinväpplingar, och familjen ärtväxter. Inga underarter finns listade i Catalogue of Life.